# Torneo Anual 2018 de Primera División (Liga Catamarqueña)
El Torneo Anual Clasificatorio 2018, de Primera División de la Liga Catamarqueña de Fútbol, (llamado Torneo Anual "Catamarca Radio y Televisión" por motivos de patrocinio comercial). Comenzando el 11 de agosto de 2018 y se extendió hasta el 15 de diciembre del corriente.
Se disputó a dos ruedas, por el sistema de todos contra todos. El mismo tuvo un clasificado al Torneo Regional Federal Amateur 2019.

## Ascensos y descensos
| Pos | Ascendidos a la Primera División 2018 |
| --- | ------------------------------------- |
| —   | No hubo                               |

| Prom | Descendidos de la Primera División 2017 |
| ---- | --------------------------------------- |
| 11.º | Salta Central                           |
| 12.º | Chacarita                               |
| 13.º | Estudiantes de La Tablada               |
| 14.º | Sarmiento                               |
| 15.º | Parque Daza                             |
| 16.º | Independiente (Huillapima)              |

## Formato

### Competición
- El torneo se jugará a dos ruedas con el sistema de Todos Contra Todos.
- El equipo que se ubique en la primera posición en la Tabla de posiciones, se consagrará campeón del Torneo.
- La clasificación al Torneo Regional Federal Amateur 2019, será para el equipo que se encuentre en la primera posición de la Tabla de Promedios.[1]

### Descensos
- El equipo que se ubique en la última posición de la Tabla de Promedios, descenderá y jugará la temporada 2019 en la Primera B.

## Equipos
| Equipo                                              | Barrio                |
| --------------------------------------------------- | --------------------- |
| Club Deportivo Américo Tesorieri                    | B° Marco Avellaneda   |
| Club Atlético Defensores del Norte                  | B° Piloto             |
| Club Sportivo Ferrocarriles del Estado de Chumbicha | B° Centro (Chumbicha) |
| Club Atlético Independiente (Capital)               | B° Capataz Villafañez |
| Asociación Juventud Unida de Santa Rosa             | B° 250 Viviendas      |
| Club Atlético Policial                              | B° La Tablada         |
| Club Atlético Rivadavia                             | Ciudad de Huillapima  |
| Club Atlético San Lorenzo de Alem                   | B° Los Ejidos         |
| Club Atlético Vélez Sarsfield                       | B° Centro (Capital)   |
| Club Sportivo Villa Cubas                           | B° Villa Cubas        |

### Distribución geográfica de los equipos
| Departamento | Cant. | Equipos |
| ------------ | ----- | --- |
| Capital      | 8     | Américo Tesorieri, Atlético Policial, Defensores del Norte, Independiente, Juventud Unida, San Lorenzo de Alem, Vélez Sarsfield, Villa Cubas. |
| Capayán      | 2     | Ferrocarriles (Chumbicha) y Rivadavia (Huillapima).                                                                                           |
| Total        | 10    | |

## Estadios
Este complejo deportivo pertenece a la Municipalidad de Capayán, se ubica en la localidad de Chumbicha y tiene una capacidad para aproximadamente 3.000 personas.

## Tabla de posiciones
| Pos. | Equipo               | Pts. | PJ | PG | PE | PP | GF | GC | Dif. |
| ---- | -------------------- | ---- | -- | -- | -- | -- | -- | -- | ---- |
| 01.º | Américo Tesorieri    | 39   | 18 | 12 | 3  | 3  | 45 | 15 | 30   |
| 02.º | Atlético Policial    | 35   | 18 | 10 | 5  | 3  | 44 | 18 | 26   |
| 03.º | Villa Cubas          | 30   | 18 | 9  | 3  | 6  | 33 | 24 | 9    |
| 04.º | Defensores del Norte | 29   | 18 | 8  | 5  | 5  | 31 | 19 | 12   |
| 05.º | San Lorenzo de Alem  | 26   | 18 | 7  | 5  | 6  | 27 | 26 | 1    |
| 06.º | Vélez Sarsfield      | 24   | 18 | 6  | 6  | 6  | 19 | 24 | −5   |
| 07.º | Rivadavia (H)        | 20   | 18 | 5  | 5  | 8  | 17 | 30 | −13  |
| 08.º | Independiente (C)    | 14   | 18 | 2  | 8  | 8  | 19 | 41 | −22  |
| 09.º | Juventud Unida       | 12   | 18 | 2  | 6  | 10 | 22 | 41 | −19  |
| 10.º | Ferrocarriles        | 12   | 18 | 2  | 6  | 10 | 19 | 40 | −21  |

|  | El equipo que ocupe esta posición se consagrará campeón. |

### Evolución de las posiciones
| Equipo / Fecha       | 1    | 2    | 3    | 4    | 5    | 6    | 7    | 8    | 9    | 10   | 11   | 12   | 13   | 14   | 15   | 16   | 17   | 18   |
| -------------------- | ---- | ---- | ---- | ---- | ---- | ---- | ---- | ---- | ---- | ---- | ---- | ---- | ---- | ---- | ---- | ---- | ---- | ---- |
| Américo Tesorieri    | 01.° | 02.° | 02.° | 02.° | 01.° | 01.° | 01.° | 01.° | 01.° | 01.° | 01.° | 01.° | 01.° | 01.° | 01.° | 01.° | 01.° | 01.° |
| Atlético Policial    | 02.° | 01.° | 01.° | 01.° | 02.° | 02.° | 02.° | 02.° | 02.° | 02.° | 02.° | 02.° | 02.° | 02.° | 02.° | 02.° | 02.° | 02.° |
| Defensores del Norte | 04.° | 03.° | 04.° | 05.° | 04.° | 05.° | 04.° | 05.° | 05.° | 03.° | 03.° | 03.° | 03.° | 03.° | 03.° | 04.° | 04.° | 04.° |
| Ferrocarriles        | 09.° | 10.° | 09.° | 09.° | 09.° | 07.° | 07.° | 08.° | 08.° | 08.° | 08.° | 08.° | 08.° | 08.° | 08.° | 10.° | 09.° | 10.° |
| Independiente (C)    | 07.° | 06.° | 08.° | 07.° | 08.° | 10.° | 10.° | 10.° | 10.° | 10.° | 10.° | 10.° | 09.° | 09.° | 10.° | 08.° | 08.° | 10.° |
| Juventud Unida       | 03.° | 05.° | 05.° | 06.° | 07.° | 08.° | 08.° | 09.° | 09.° | 09.° | 09.° | 09.° | 10.° | 10.° | 09.° | 09.° | 10.° | 09.° |
| Rivadavia            | 08.° | 09.° | 10.° | 10.° | 10.° | 09.° | 09.° | 07.° | 07.° | 07.° | 07.° | 07.° | 07.° | 07.° | 07.° | 07.° | 07.° | 07.° |
| San Lorenzo de Alem  | 05.° | 04.° | 03.° | 03.° | 03.° | 03.° | 03.° | 03.° | 03.° | 04.° | 04.° | 06.° | 05.° | 06.° | 06.° | 06.° | 05.° | 05.° |
| Vélez Sarsfield      | 10.° | 07.° | 07.° | 08.° | 06.° | 06.° | 06.° | 06.° | 06.° | 06.° | 05.° | 05.° | 04.° | 05.° | 05.° | 05.° | 06.° | 06.° |
| Villa Cubas          | 06.° | 08.° | 06.° | 04.° | 05.° | 04.° | 05.° | 04.° | 04.° | 05.° | 06.° | 04.° | 05.° | 04.° | 04.° | 03.° | 03.° | 03.° |

| 1. 2. |

## Resultados
| Defensores del Norte | 2 - 0 | Rivadavia (H)       | Malvinas Argentinas | 11 de agosto | 14:30 |
| Juventud Unida       | 3 - 1 | Independiente (C)   | La Leonera          | 11 de agosto | 15:30 |
| Atlético Policial    | 4 - 0 | Ferrocarriles       | Malvinas Argentinas | 11 de agosto | 16:30 |
| Vélez Sarsfield      | 0 - 5 | Américo Tesorieri   | Malvinas Argentinas | 12 de agosto | 14:30 |
| Villa Cubas          | 0 - 1 | San Lorenzo de Alem | Malvinas Argentinas | 12 de agosto | 16:30 |

| Rivadavia (H)       | 1 - 0 0 - 1 | Ferrocarriles        | Polideportivo Chumbicha | 18 de agosto | 15:30 |
| Américo Tesorieri   | 3 - 2       | Villa Cubas          | Malvinas Argentinas     | 18 de agosto | 16:30 |
| Juventud Unida      | 0 - 4       | Atlético Policial    | Malvinas Argentinas     | 19 de agosto | 16:30 |
| Independiente (C)   | 0 - 0       | Vélez Sarsfield      | Malvinas Argentinas     | 20 de agosto | 14:30 |
| San Lorenzo de Alem | 0 - 0       | Defensores del Norte | Malvinas Argentinas     | 20 de agosto | 16:30 |

| Vélez Sarsfield      | 0 - 0 | Juventud Unida      | Malvinas Argentinas     | 25 de agosto | 14:30 |
| Ferrocarriles        | 1 - 1 | San Lorenzo de Alem | Polideportivo Chumbicha | 25 de agosto | 15:30 |
| Defensores del Norte | 0 - 3 | Américo Tesorieri   | Malvinas Argentinas     | 25 de agosto | 16:30 |
| Villa Cubas          | 4 - 1 | Independiente (C)   | La Leonera              | 26 de agosto | 15:30 |
| Atlético Policial    | 4 - 1 | Rivadavia (H)       | Malvinas Argentinas     | 26 de agosto | 16:30 |

| Independiente (C)   | 2 - 2 | Defensores del Norte | Malvinas Argentinas | 1 de septiembre | 15:00 |
| Américo Tesorieri   | 3 - 2 | Ferrocarriles        | Malvinas Argentinas | 1 de septiembre | 17:00 |
| San Lorenzo de Alem | 1 - 0 | Rivadavia (H)        | Malvinas Argentinas | 2 de septiembre | 15:00 |
| Villa Cubas         | 3 - 1 | Juventud Unida       | La Leonera          | 2 de septiembre | 16:30 |
| Vélez Sarsfield     | 0 - 4 | Atlético Policial    | Malvinas Argentinas | 2 de septiembre | 17:00 |

| Atlético Policial    | 1 - 3 | San Lorenzo de Alem | Malvinas Argentinas     | 7 de septiembre | 17:00 |
| Rivadavia (H)        | 1 - 1 | Américo Tesorieri   | Polideportivo Chumbicha | 8 de septiembre | 14:30 |
| Villa Cubas          | 0 - 1 | Vélez Sarsfield     | La Leonera              | 8 de septiembre | 16:00 |
| Ferrocarriles        | 1 - 1 | Independiente (C)   | Polideportivo Chumbicha | 8 de septiembre | 16:30 |
| Defensores del Norte | 2 - 1 | Juventud Unida      | Malvinas Argentinas     | 8 de septiembre | 17:00 |

| Vélez Sarsfield   | 1 - 0 | Defensores del Norte | Malvinas Argentinas | 15 de septiembre | 15:00 |
| Villa Cubas       | 3 - 2 | Atlético Policial    | Malvinas Argentinas | 15 de septiembre | 17:00 |
| Independiente (C) | 0 - 1 | Rivadavia (H)        | La Leonera          | 16 de septiembre | 14:30 |
| Juventud Unida    | 2 - 3 | Ferrocarriles        | La Leonera          | 16 de septiembre | 16:30 |
| Américo Tesorieri | 3 - 0 | San Lorenzo de Alem  | Malvinas Argentinas | 16 de septiembre | 17:00 |

| Rivadavia (H)        | 1 - 1 | Juventud Unida    | Polideportivo Chumbicha | 22 de septiembre | 14:30 |
| Ferrocarriles        | 0 - 0 | Vélez Sarsfield   | Polideportivo Chumbicha | 22 de septiembre | 16:30 |
| Defensores del Norte | 3 - 2 | Villa Cubas       | La Leonera              | 22 de septiembre | 16:30 |
| San Lorenzo de Alem  | 4 - 0 | Independiente (C) | Malvinas Argentinas     | 22 de septiembre | 17:00 |
| Atlético Policial    | 2 - 1 | Américo Tesorieri | Malvinas Argentinas     | 23 de septiembre | 14:30 |

| Juventud Unida       | 1 - 1 | San Lorenzo de Alem | Malvinas Argentinas | 28 de septiembre | 16:00 |
| Vélez Sarsfield      | 1 - 2 | Rivadavia (H)       | Malvinas Argentinas | 28 de septiembre | 18:00 |
| Independiente (C)    | 3 - 3 | Américo Tesorieri   | Malvinas Argentinas | 29 de septiembre | 15:30 |
| Defensores del Norte | 1 - 1 | Atlético Policial   | Malvinas Argentinas | 29 de septiembre | 17:30 |
| Villa Cubas          | 3 - 1 | Ferrocarriles       | La Leonera          | 30 de septiembre | 17:00 |

| Ferrocarriles       | 1 - 1 | Defensores del Norte | Polideportivo Chumbicha | 6 de octubre | 16:00 |
| San Lorenzo de Alem | 0 - 2 | Vélez Sarsfield      | Malvinas Argentinas     | 6 de octubre | 18:00 |
| Rivadavia (H)       | 0 - 0 | Villa Cubas          | La Leonera              | 7 de octubre | 16:00 |
| Américo Tesorieri   | 2 - 0 | Juventud Unida       | Malvinas Argentinas     | 7 de octubre | 16:00 |
| Atlético Policial   | 1 - 1 | Independiente (C)    | Malvinas Argentinas     | 7 de octubre | 18:00 |

| Rivadavia (H)       | 1 - 4 | Defensores del Norte | Polideportivo Chumbicha | 13 de octubre | 15:00      |
| Independiente (C)   | 2 - 2 | Juventud Unida       | Malvinas Argentinas     | 13 de octubre | 16:00      |
| Ferrocarriles       | 0 - 0 | Atlético Policial    | Polideportivo Chumbicha | 13 de octubre | 17:00      |
| Américo Tesorieri   | 1 - 0 | Vélez Sarsfield      | Malvinas Argentinas     | 13 de octubre | 18:00      |
| San Lorenzo de Alem | 0 - 1 | Villa Cubas          | Malvinas Argentinas     | Postergado    | Postergado |

| Defensores del Norte | 2 - 1 | San Lorenzo de Alem | Malvinas Argentinas     | 19 de Octubre | 16:00 |
| Atlético Policial    | 3 - 1 | Juventud Unida      | Malvinas Argentinas     | 19 de Octubre | 18:00 |
| Ferrocarriles        | 1 - 2 | Rivadavia (H)       | Polideportivo Chumbicha | 20 de octubre | 16:00 |
| Villa Cubas          | 1 - 3 | Américo Tesorieri   | Malvinas Argentinas     | 20 de octubre | 18:00 |
| Vélez Sarsfield      | 1 - 0 | Independiente (C)   | Malvinas Argentinas     | 20 de octubre | 20:00 |

| Juventud Unida      | 1 - 2 | Vélez Sarsfield      | Malvinas Argentinas     | 27 de octubre  | 15:00 |
| Rivadavia (H)       | 1 - 4 | Atlético Policial    | Polideportivo Chumbicha | 27 de octubre  | 16:00 |
| Américo Tesorieri   | 1 - 0 | Defensores del Norte | Malvinas Argentinas     | 27 de octubre  | 19:00 |
| Independiente (C)   | 0 - 1 | Villa Cubas          | Malvinas Argentinas     | 31 de octubre  | 19:00 |
| San Lorenzo de Alem | 5 - 2 | Ferrocarriles        | Malvinas Argentinas     | 3 de diciembre | 18:00 |

| Rivadavia (H)        | 1 - 2 | San Lorenzo de Alem | Polideportivo Chumbicha | 3 de noviembre | 15:00 |
| Ferrocarriles        | 1 - 0 | Américo Tesorieri   | Polideportivo Chumbicha | 3 de noviembre | 17:00 |
| Juventud Unida       | 2 - 2 | Villa Cubas         | Malvinas Argentinas     | 3 de noviembre | 17:00 |
| Atlético Policial    | 0 - 3 | Vélez Sarsfield     | Malvinas Argentinas     | 3 de noviembre | 19:00 |
| Defensores del Norte | 3 - 0 | Independiente (C)   | Malvinas Argentinas     | 4 de noviembre | 19:00 |

| Vélez Sarsfield     | 2 - 4 | Villa Cubas          | Malvinas Argentinas | 8 de noviembre | 15:00 |
| Independiente (C)   | 2 - 1 | Ferrocarriles        | Malvinas Argentinas | 8 de noviembre | 17:00 |
| Juventud Unida      | 1 - 4 | Defensores del Norte | Malvinas Argentinas | 8 de noviembre | 19:00 |
| San Lorenzo de Alem | 0 - 0 | Atlético Policial    | Malvinas Argentinas | 9 de noviembre | 17:00 |
| Américo Tesorieri   | 4 - 0 | Rivadavia (H)        | Malvinas Argentinas | 9 de noviembre | 19:00 |

| Rivadavia (H)        | 2 - 2 | Independiente (C) | Polideportivo Chumbicha | 17 de noviembre | 15:00 |
| San Lorenzo de Alem  | 0 - 7 | Américo Tesorieri | Malvinas Argentinas     | 17 de noviembre | 16:00 |
| Ferrocarriles        | 1 - 3 | Juventud Unida    | Polideportivo Chumbicha | 17 de noviembre | 17:00 |
| Defensores del Norte | 1 - 1 | Vélez Sarsfield   | Malvinas Argentinas     | 17 de noviembre | 18:00 |
| Atlético Policial    | 2 - 2 | Villa Cubas       | Malvinas Argentinas     | 18 de noviembre | 18:00 |

| Vélez Sarsfield   | 3 - 3 | Ferrocarriles        | Malvinas Argentinas | 23 de noviembre | 16:00 |
| Independiente (C) | 3 - 2 | San Lorenzo de Alem  | Malvinas Argentinas | 23 de noviembre | 18:00 |
| Villa Cubas       | 2 - 0 | Defensores del Norte | La Leonera          | 2 de diciembre  | 17:00 |
| Juventud Unida    | 1 - 1 | Rivadavia (H)        | Malvinas Argentinas | 2 de diciembre  | 17:00 |
| Américo Tesorieri | 1 - 2 | Atlético Policial    | Malvinas Argentinas | 2 de diciembre  | 19:00 |

| Rivadavia (H)       | 1 - 0 | Vélez Sarsfield      | Polideportivo Chumbicha | 7 de diciembre  | 15:00 |
| Ferrocarriles       | 1 - 3 | Villa Cubas          | Polideportivo Chumbicha | 7 de diciembre  | 17:00 |
| San Lorenzo de Alem | 5 - 1 | Juventud Unida       | Malvinas Argentinas     | 10 de diciembre | 15:00 |
| Américo Tesorieri   | 1 - 1 | Independiente (C)    | Malvinas Argentinas     | 10 de diciembre | 17:00 |
| Atlético Policial   | 1 - 0 | Defensores del Norte | Malvinas Argentinas     | 10 de diciembre | 19:00 |

| Villa Cubas          | 0 - 1 | Rivadavia (H)       | La Leonera          | 13 de diciembre | 18:00 |
| Defensores del Norte | 6 - 0 | Ferrocarriles       | Malvinas Argentinas | 14 de diciembre | 17:00 |
| Vélez Sarsfield      | 1 - 1 | San Lorenzo de Alem | Malvinas Argentinas | 14 de diciembre | 19:00 |
| Independiente (C)    | 0 - 9 | Atlético Policial   | Malvinas Argentinas | 15 de diciembre | 17:00 |
| Juventud Unida       | 0 - 3 | Américo Tesorieri   | Malvinas Argentinas | 15 de diciembre | 19:00 |

| 1. 2. 3. 4. |

|                                             |
| Club Deportivo Américo Tesorieri 19° título |
| Campeón Torneo Anual 2018                   |

## Tabla de Promedios
| Pos. | Equipos                 | Promedio | Superliga | Anual | Total | PJ |
| ---- | ----------------------- | -------- | --------- | ----- | ----- | -- |
| 1º   | Américo Tesorieri       | 2,321    | 26        | 39    | 65    | 28 |
| 2º   | Atlético Policial       | 1,964    | 20        | 35    | 55    | 28 |
| 3º   | Defensores del Norte    | 1,928    | 25        | 29    | 54    | 28 |
| 4º   | Vélez Sarsfield         | 1,571    | 20        | 24    | 44    | 28 |
| 4º   | Villa Cubas             | 1,571    | 14        | 30    | 44    | 28 |
| 6º   | San Lorenzo de Alem     | 1,500    | 16        | 26    | 42    | 28 |
| 7º   | Ferrocarriles           | 1,214    | 22        | 12    | 34    | 28 |
| 8º   | Rivadavia               | 1,142    | 12        | 20    | 32    | 28 |
| 9º   | Independiente (Capital) | 1,107    | 17        | 14    | 31    | 28 |
| 10º  | Juventud Unida          | 0,892    | 13        | 12    | 25    | 28 |

     Clasificó al Torneo Regional Federal Amateur 2019. 

     Descendió a la Primera B 2019.

### Evolución de los promedios
| Equipo / Fecha       | 1    | 2    | 3    | 4    | 5    | 6    | 7    | 8    | 9    | 10   | 11   | 12   | 13   | 14   | 15   | 16   | 17   | 18   |
| -------------------- | ---- | ---- | ---- | ---- | ---- | ---- | ---- | ---- | ---- | ---- | ---- | ---- | ---- | ---- | ---- | ---- | ---- | ---- |
| Américo Tesorieri    | 01.° | 01.° | 01.° | 01.° | 01.° | 01.° | 01.° | 01.° | 01.° | 01.° | 01.° | 01.° | 01.° | 01.° | 01.° | 01.° | 01.° | 01.° |
| Atlético Policial    | 03.° | 03.° | 02.° | 02.° | 03.° | 03.° | 03.° | 03.° | 03.° | 03.° | 03.° | 02.° | 03.° | 03.° | 03.° | 03.° | 02.° | 02.° |
| Defensores del Norte | 02.° | 02.° | 02.° | 03.° | 02.° | 02.° | 02.° | 02.° | 02.° | 02.° | 02.° | 02.° | 02.° | 02.° | 02.° | 02.° | 03.° | 03.° |
| Ferrocarriles        | 04.° | 04.° | 04.° | 05.° | 06.° | 05.° | 06.° | 06.° | 06.° | 06.° | 06.° | 07.° | 06.° | 07.° | 07.° | 07.° | 07.° | 07.° |
| Independiente        | 07.° | 07.° | 07.° | 08.° | 07.° | 08.° | 08.° | 08.° | 08.° | 08.° | 09.° | 09.° | 09.° | 08.° | 08.° | 08.° | 08.° | 09.° |
| Juventud Unida       | 08.° | 08.° | 08.° | 09.° | 09.° | 09.° | 09.° | 10.° | 10.° | 10.° | 10.° | 10.° | 10.° | 10.° | 10.° | 10.° | 10.° | 10.° |
| Rivadavia            | 10.° | 10.° | 10.° | 10.° | 10.° | 10.° | 10.° | 09.° | 09.° | 09.° | 08.° | 08.° | 08.° | 09.° | 09.° | 09.° | 09.° | 08.° |
| San Lorenzo de Alem  | 06.° | 06.° | 06.° | 04.° | 04.° | 05.° | 04.° | 04.° | 05.° | 05.° | 05.° | 05.° | 05.° | 06.° | 06.° | 06.° | 06.° | 06.° |
| Vélez Sarsfield      | 05.° | 05.° | 05.° | 06.° | 05.° | 04.° | 05.° | 05.° | 04.° | 04.° | 04.° | 04.° | 04.° | 04.° | 04.° | 04.° | 05.° | 04.° |
| Villa Cubas          | 09.° | 09.° | 08.° | 07.° | 07.° | 07.° | 07.° | 07.° | 07.° | 07.° | 07.° | 05.° | 07.° | 05.° | 05.° | 05.° | 04.° | 04.° |

| 1. 2. |

## Estadísticas

### Goleadores
| Jugador                        | Equipo               | Goles |
| ------------------------------ | -------------------- | ----- |
| Luis Castillo                  | Atlético Policial    | 13    |
| Gustavo Luján                  | Américo Tesorieri    | 11    |
| Mayco Coronel                  | Defensores del Norte | 11    |
| Hernán Brylko                  | Atlético Policial    | 10    |
| Actualizado al 16 de diciembre |                      |       |

| Lucas Romero              | Américo Tesorieri    | 8 |
| Segundo Gutiérrez         | Villa Cubas          | 7 |
| Gastón Carrizo            | Américo Tesorieri    | 6 |
| Gonzalo Castro            | Atlético Policial    | 6 |
| Kevin Córdoba             | San Lorenzo de Alem  | 6 |
| Matías Delgado Bustamante | Vélez Sarsfield      | 6 |
| Néstor Ríos               | Independiente (C)    | 6 |
| Alan Díaz Coria           | San Lorenzo de Alem  | 5 |
| Gustavo Farías            | Juventud Unida       | 5 |
| Kevin Medina              | Atlético Policial    | 5 |
| Abel Chávez               | Villa Cubas          | 4 |
| Franco Arrascaeta         | Rivadavia            | 4 |
| Gastón Romero             | Villa Cubas          | 4 |
| Gastón Villarreal         | Villa Cubas          | 4 |
| Jorge Agüero              | Juventud Unida       | 4 |
| José Romero               | Ferrocarriles        | 4 |
| Martín Santander          | Ferrocarriles        | 4 |
| Rafael Rodríguez          | Independiente (C)    | 4 |
| Rodrigo Acosta            | Rivadavia            | 4 |
| Alexis Herrera            | Independiente (C)    | 3 |
| David Corzo               | Defensores del Norte | 3 |
| David Vera                | Defensores del Norte | 3 |
| Hoel Ibáñez               | San Lorenzo de Alem  | 3 |
| José Romero               | Defensores del Norte | 3 |
| Martín Agüero             | Américo Tesorieri    | 3 |
| Maximiliano Mendoza       | San Lorenzo de Alem  | 3 |
| Maximiliano Nieva         | Juventud Unida       | 3 |
| Mayco Guzmán              | Independiente (C)    | 3 |
| Miguel Rizzardo           | Villa Cubas          | 3 |
| Carlos Rivero             | Atlético Policial    | 2 |
| Carlos Tapia              | Vélez Sarsfield      | 2 |
| Diego Rearte              | Atlético Policial    | 2 |
| Enzo Carrizo              | Américo Tesorieri    | 2 |
| Federico Álamo Martínez   | Defensores del Norte | 2 |
| Franco Suárez             | Villa Cubas          | 2 |
| Gerasimo Carrizo          | Rivadavia            | 2 |
| Hugo Córdoba              | Ferrocarriles        | 2 |
| Iván Carrizo              | Américo Tesorieri    | 2 |
| Jonathan Trejo            | Américo Tesorieri    | 2 |
| Juan Trejo                | Américo Tesorieri    | 2 |
| Leonel Carrión            | San Lorenzo de Alem  | 2 |
| Lucas Ahumada             | Vélez Sarsfield      | 2 |
| Lucas Carrizo             | Américo Tesorieri    | 2 |
| Lucas Tapia               | Juventud Unida       | 2 |
| Marcos Montoya            | San Lorenzo de Alem  | 2 |
| Matías Sacco              | Atlético Policial    | 2 |
| Maximiliano Reynoso       | Ferrocarriles        | 2 |
| Nicolás Salcedo           | Juventud Unida       | 2 |
| Omar Bracamonte           | San Lorenzo de Alem  | 2 |
| Pablo Olivera             | Vélez Sarsfield      | 2 |
| Pablo Varela              | Defensores del Norte | 2 |
| Walter Bazán              | Villa Cubas          | 2 |
| Agustín Romero            | Rivadavia            | 1 |
| Alan Agüero               | Villa Cubas          | 1 |
| Ariel Ortega              | Juventud Unida       | 1 |
| Axel Aranda               | Américo Tesorieri    | 1 |
| Cristian De Torres        | Rivadavia            | 1 |
| Damián Moreno             | Ferrocarriles        | 1 |
| Damián Nieva              | Américo Tesorieri    | 1 |
| David Monge               | Defensores del Norte | 1 |
| Diego Barros              | Defensores del Norte | 1 |
| Enzo Cabrera Suárez       | Juventud Unida       | 1 |
| Exequiel Díaz Elena       | Defensores del Norte | 1 |
| Exequiel Soria            | Villa Cubas          | 1 |
| Fabricio Reyes            | San Lorenzo de Alem  | 1 |
| Franco Gómez              | San Lorenzo de Alem  | 1 |
| Franco Navarro            | Ferrocarriles        | 1 |
| Gabriel Romero            | Ferrocarriles        | 1 |
| Gaspar Toledo             | Rivadavia            | 1 |
| Gastón Luján              | Villa Cubas          | 1 |
| Gerardo Rearte            | Ferrocarriles        | 1 |
| Germán Hernández          | Atlético Policial    | 1 |
| Gonzalo Aranda            | Américo Tesorieri    | 1 |
| Guillermo Ariza           | Juventud Unida       | 1 |
| Hernán Romero             | Villa Cubas          | 1 |
| José Leiva                | Rivadavia            | 1 |
| José Montalbán            | Independiente (C)    | 1 |
| Juan Aballay              | Juventud Unida       | 1 |
| Juan Orellana             | Juventud Unida       | 1 |
| Juan Cruz Pauletto        | Vélez Sarsfield      | 1 |
| Juan Silva                | Rivadavia            | 1 |
| Julio Monge               | Defensores del Norte | 1 |
| Kevin Heredia             | Vélez Sarsfield      | 1 |
| Leonardo Sánchez          | Villa Cubas          | 1 |
| Lucas Carrizo             | Atlético Policial    | 1 |
| Lucas Maldonado           | San Lorenzo de Alem  | 1 |
| Pablo Olivera             | Vélez Sarsfield      | 1 |
| Mariano Aisa              | Vélez Sarsfield      | 1 |
| Mariano Cuevas            | Ferrocarriles        | 1 |
| Matías Ance               | Defensores del Norte | 1 |
| Matías Flores             | Atlético Policial    | 1 |
| Matías Solohaga           | San Lorenzo de Alem  | 1 |
| Maximiliano Silva         | Independiente (C)    | 1 |
| Maximiliano Varela        | Villa Cubas          | 1 |
| Maximiliano Villarroel    | Rivadavia            | 1 |
| Nelson Navarro            | Ferrocarriles        | 1 |
| Nery Sigampa              | Villa Cubas          | 1 |
| Néstor Rodríguez          | Vélez Sarsfield      | 1 |
| Pedro Quiroga             | San Lorenzo de Alem  | 1 |
| Sergio Herrera            | Américo Tesorieri    | 1 |

### Autogoles
| Fecha      | Jugador        | Equipo               | Autogoles | Contra            |
| ---------- | -------------- | -------------------- | --------- | ----------------- |
| 23/09/2018 | Carlos Rivero  | Atlético Policial    | 1         | Américo Tesorieri |
| 29/09/2018 | Rafael Luján   | Defensores del Norte | 1         | Atlético Policial |
| 30/09/2018 | Lucas Sigampa  | Villa Cubas          | 1         | Américo Tesorieri |
| 08/11/2018 | Nelson Iramain | Juventud Unida       | 1         | Def. del Norte    |
| 09/11/2018 | Braian Reinoso | Rivadavia            | 1         | Américo Tesorieri |

### Entrenadores
| Listado de entrenadores | Listado de entrenadores | Listado de entrenadores  |
| Equipo                  | Fechas                  | Entrenador               |
| ----------------------- | ----------------------- | ------------------------ |
| Américo Tesorieri       | 1.ª en adelante         | Marcelo Vega             |
| Atlético Policial       | 1.ª en adelante         | Raúl Cil                 |
| Defensores del Norte    | 1.ª en adelante         | Hugo Soria               |
| Ferrocarriles           | 1.ª a 10.ª Fecha        | Rolando Reartes          |
| Ferrocarriles           | 11.ª en adelante        | Marcelo Mendoza          |
| Independiente (C)       | 1.ª en adelante         | Ramón Narváez            |
| Juventud Unida (SR)     | 1.ª a 6.ª Fecha         | Marcelo Mendoza          |
| Juventud Unida (SR)     | 7.ª Fecha               | Oscar Cano (DT Interino) |
| Juventud Unida (SR)     | 8.ª a 11.ª Fecha        | Roque Ferreyra           |
| Juventud Unida (SR)     | 12.ª Fecha              | Oscar Cano (DT Interino) |
| Rivadavia (H)           | 1.ª a 5.ª Fecha         | Sin técnico              |
| Rivadavia (H)           | 6.ª en adelante         | Hernán Piza              |
| San Lorenzo de Alem     | 1.ª en adelante         | Ramón Guzmán             |
| Vélez Sarsfield         | 1.ª 4.ª Fecha           | Raúl Herrera             |
| Vélez Sarsfield         | 5.ª en adelante         | Juan José Pauletto       |
| Villa Cubas             | 1.ª a 6.ª Fecha         | Darío Luján              |
| Villa Cubas             | 7.ª en adelante         | Pablo Aredes             |
|                         |                         |                          |